# Fimbristylis dipsacea
Fimbristylis dipsacea là loài thực vật có hoa trong họ Cói. Loài này được (Rottb.) C.B.Clarke mô tả khoa học đầu tiên năm 1893.